# 喜歡你說謊的樣子 (二部曲)
《喜歡你說謊的樣子 (二部曲)》（英語：Love the Way You Lie (Part II)）是巴貝多唱片歌手蕾哈娜第五本音樂專輯《娜喊》中的最後一首歌。美國饒舌歌手Eminem在這首歌中客串，同時也與史蓋拉·葛蕾和製作人亞歷克斯小子同作詞。該歌是Eminem第七本音樂專輯《好得很》中的暢銷單曲《喜歡你說謊的樣子》的後續作品。該歌獲得眾多音樂評論家的好評，而蕾哈娜也在2010年全美音樂獎上演出含有該歌、《呼喊我的名》和《萬中選一》的混成曲。

## 背景
2010年，喜歡你說謊的樣子在發行後獲得商業上的成功。美國饒舌歌手Eminem想要錄製一首與原版不同的歌，在這首歌中，蕾哈娜會是主唱，並從女朋友的角度來檢視這段感情。與原版不同，原版的主唱為Eminem，而該歌則是從男朋友的角度來演唱。蕾哈娜在一次音樂電視網的訪問中，稱她原本其實是反對這個想法的：「當我頭一次聽到要做二部曲的主意時，我一整個全然反對。我當時覺得你就是沒辦法贏過原版。既然超越不了它，那為何還要跟它爭呢？」她說她第一次跟Eminem在錄音室聽由美國創作歌手史蓋拉·葛蕾所彈奏的樣本唱片時，心裡的反對便沒有那麼執著了。當時的樣本唱片只有鋼琴伴奏，但蕾哈娜和她的團隊將鼓聲加入唱片中，並隨後加入Eminem的歌聲。
葛蕾在2009年年末創作並錄製了《喜歡你說謊的樣子》和它的後續作品的樣本唱片。葛蕾在接受PopEater訪問時，說「我這張樣本唱片原本是寫給自己的，因為我當時想說『喔，我有這首雄偉的歌。可是我只有這麼一小個跳板能把我的創作發射出去。』葛蕾接著說明這首歌最後是怎麼落到《娜喊》這張專輯中的。「當蕾哈娜和她的團隊聽了我的樣本後，他們就說『我們想要把它收入到蕾哈娜的專輯中。』所以我要做一個決定，到底要不要給它們這張樣本唱片。但到最後我還是決定給他們好了，所以就到蕾哈娜的專輯中了。」葛蕾在2012年1月17日發行的迷你專輯《The Buried Sessions of Skylar Grey》同時也有收入這張樣本唱片於其中。

## 樂曲
《娜喊》標準版專輯的最後一首歌為有鋼琴與鼓聲伴奏，並由Eminem客串的《喜歡你說謊的樣子 (二部曲)》。而鋼琴獨奏版本沒有Eminem伴唱，被收入在ITunes Store版《娜喊》的附贈曲目中。《喜歡你說謊的樣子 (二部曲)》是一首中等節拍的歌，含有嘻哈音樂和节奏布鲁斯的元素在內。根據Musicnotes所公佈的樂譜，這首歌為g小調，中板，而它的節奏則是每分鐘89拍。蕾哈娜在該歌的音域最低為F3，最高為D5。
新音乐快递的艾米麗·麥凱（Emily Mackay）評論了這首歌中蕾哈娜和Eminem的歌聲，稱「《喜歡你說謊的樣子 (二部曲)》這首歌有巨大的反差。歌聲之間的平衡整齊地轉變，空蕩蕩的節拍漸漸地增加了戲劇效果，這首歌把一部曲所介紹的兩人感情的痛苦透徹得更深。Eminem在某些地方憤怒地在尖叫，坦白地說，根本聽起來像是一塊金屬摩擦的聲音。他和蕾哈娜的溫和痛苦（Maybe I'm a masochist/Try to run but I don't wanna never leave 原意為：也許我是個受虐狂，想要逃卻不想要離開）之間的反差非常有趣。」

## 評論
《纽约时报》的喬恩·派瑞勒斯稱「《娜喊》把這些流行玩意兒弄得跟今年任何一張專輯一樣好，維持了蕾哈娜的口碑。《喜歡你說謊的樣子 (二部曲)》輪到她來主唱這首飽受折磨的暢銷單曲，而這張專輯在這首歌之前一直都有一種與世隔絕、很酷的感覺。她唱著It's sick that all these battles are what keeps me satisfied（原意為：很嘔的是，我唯一感到滿意的是你我之間的爭執）歌中唯一的一臺的鋼琴使她的歌聲變得人性化，她駕駛著這首漸強的謠曲，直到他們痛苦地化解這個問題；然後Eminem就帶著不斷上升的怒氣，演唱著新的一段的歌詞。這種戲劇效果，他們純粹是演出來的，但霎時間又會覺得演出來的是心裡真正的感情。」华盛顿邮报的克里斯托弗·理查茲（Christopher Richards）稱「在《喜歡你說謊的樣子 (二部曲)》中，這位狂嘴饒舌歌手中被限制得只能唱區區一段，讓蕾哈娜有足夠空間來唱這首歌。真正的蕾哈娜會站得住腳嗎？（引用Eminem 2000年的歌《真正的超級大痞子》的副歌）她會，她還唱得跟以往一樣高冷。」BBC Online的詹姆斯·斯金納稱《喜歡你說謊的樣子 (二部曲)》這首歌甚至比原版還要好。他說「Eminem的歌聲散發著那種變化不定、一觸即發的危險感，讓大家一開始就對他懷有期待。但是駕駛著這首歌和這張專輯的卻是蕾哈娜正氣凛然、深情款款、弱不禁風的歌聲，把這張原本只是拿來碰碰運氣的歌單提昇成一張耀眼醒目的專輯」
今日美國的史蒂夫·瓊斯（Steve Jones）針對他們這次的合作，給了他們一個毀譽參半的評論，稱道：「Eminem在《喜歡你說謊的樣子 (二部曲)》中的客串加了這首歌的長度，卻沒有為他《好得很》那首歌（意指一部曲）中那段痛苦的感情加入更多元素。」芝加哥太陽報的托馬斯·康納（Thomas Conner）給了這首歌一則負面評價，稱「她跟Eminem在今年夏天合作，唱了《喜歡你說謊的樣子》，這首飽受爭議，將毆打的場面納入這場瘋狂感情的歌。她用《喜歡你說謊的樣子 (二部曲)》把這段感情帶回《娜喊》這本專輯，也是原版旋律和縱火隱喻的引申。Eminem又以唱著怨恨她、深愛她、毆打她和擁抱她的方式再現。這首歌是一部完全沒有必要的後續作品，也將原版的議題給混濁了：這到底是一個社會聲明，還是只是個關懷社會上陷入困境的人們的藝術表現手法？」

## 上榜表現
《喜歡你說謊的樣子 (二部曲)》的原版與鋼琴版本皆沒有以單曲形式發行，因此在大部分的iTunes Store上皆無法單獨購買該歌，只可購買《娜喊》專輯的iTunes版本。但該歌以《INdependent omen二部曲》專輯上的單曲形式單獨銷售。該歌於2010年12月4日當週以第19名初次登上加拿大百强单曲榜，並在榜上待了整整八個星期。該歌在南韓國際排行榜上最高達到第四名。由於《娜喊》在發行後，數字唱片的銷量龐大，因此該歌在英國單曲排行榜上初次上榜時達到第160名。

## 現場表演

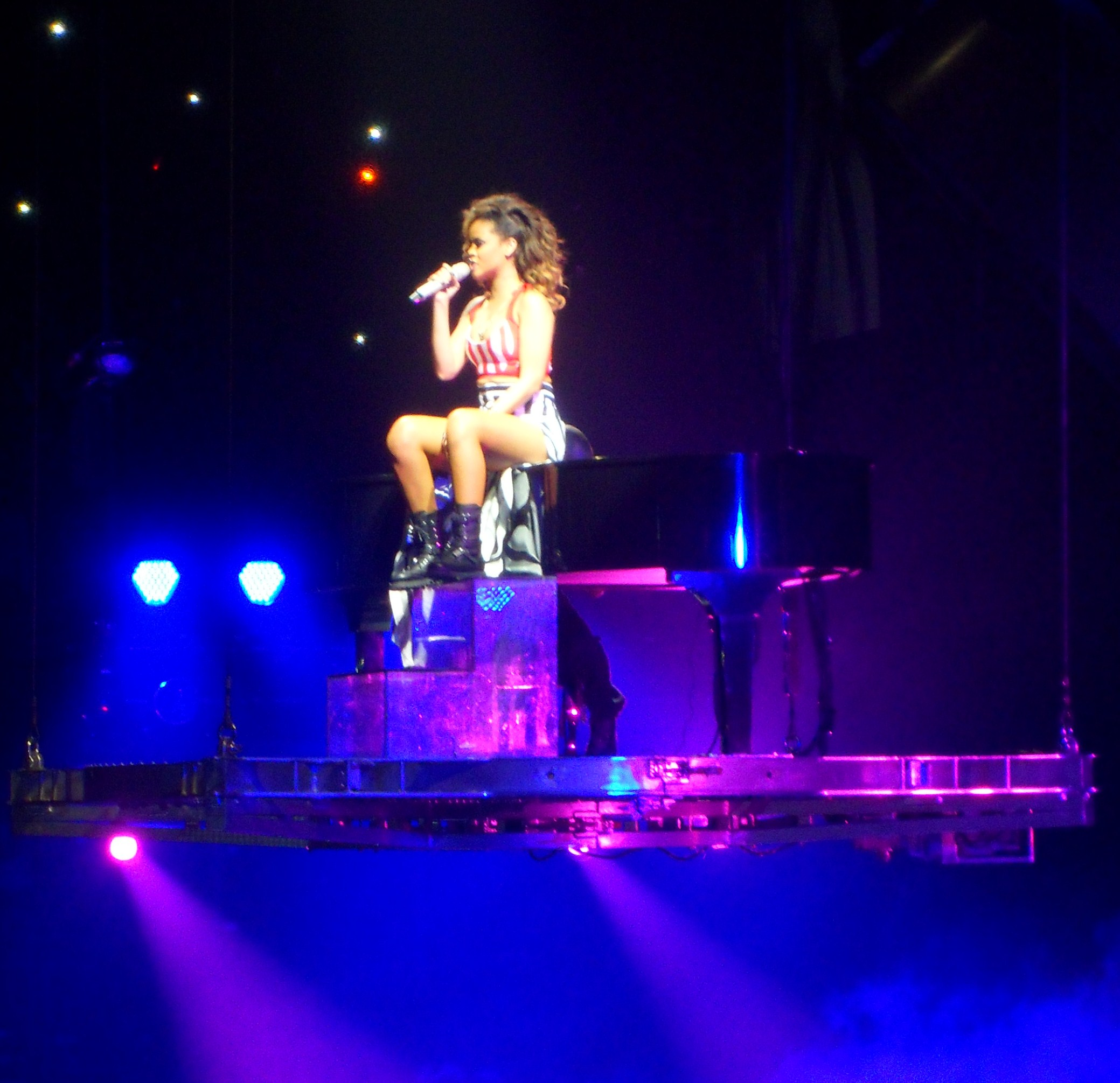
蕾哈娜在娜喊巡迴演唱會的英國伯明翰站點演唱《喜歡你說謊的樣子 (二部曲)》

蕾哈娜於2010年11月21日在2010年全美音樂獎的頒獎典禮上演唱《喜歡你說謊的樣子 (二部曲)》，將該歌刪減並與《萬中選一》和《呼喊我的名》搭配成一首混成曲。蕾哈娜以演唱無伴奏版的《喜歡你說謊的樣子 (二部曲)》的方式開場。她坐在一棵獨具風格的樹的樹枝上，在她下方的則是一塊充滿黑草的草原。蕾哈娜唱完《喜歡你說謊的樣子 (二部曲)》後，即從樹枝一躍而下，並在一層霧中再度出現。而她的服裝從原本的粉紅色洋裝變成一件黑白相間的胸罩式上衣和短褲，並接著唱《呼喊我的名》。在表演的同時，並有舞者在蕾哈娜身旁伴舞。蕾哈娜最後唱著《萬中選一》收尾，有鼓手在旁助陣，另外還有一團火在蕾哈娜後面燃燒。
蕾哈娜和Eminem在2011年2月13日的第53屆葛萊美獎首度同台演出《喜歡你說謊的樣子 (二部曲)》，將該歌與《我需要一位醫生》作成一首混音曲來演唱。當時表演這首混音曲的人還包括德瑞医生、史蓋拉·葛蕾以及負責和聲的亞當·列維。表演一開始時，蕾哈娜在全場中間的第二舞台演唱，有亞當·列維在旁邊和聲。Eminem則在主舞台出現，演唱該歌。同時蕾哈娜也從第二舞台走向主舞台，加入Eminem的行列。Eminem接著便唱《我需要一位醫生》，而德瑞医生和史蓋拉·葛蕾陸續出現。其中，這次的表演是史蓋拉·葛蕾首次在葛來美獎上演出。蕾哈娜在娜喊巡迴演唱會時，也將這首歌跟小雨傘作為安可演出。2012年的5月24日，蕾哈娜在BBC Radio 1的大週末同樣也有演出該歌，來作為整場音樂會上的第八首歌。

## 創作團隊
| - 作詞：亞歷山大·格蘭特、荷莉·哈費爾曼、馬修·馬瑟斯 - 製作：亞歷克斯小子 - 錄音：亞歷克斯小子 - 人聲製作：科克·哈勒爾 - 人聲錄音：科克·哈勒爾、 喬許·古德溫（Josh Gudwin）、馬科斯·托瓦爾（Marcos Tovar） | - 助理人聲錄音：鮑比·坎貝爾（Bobby Campbell） - 人聲錄音（Eminem）：麥克·斯詹奇（Mike Strange） - 混音：曼尼·馬羅金 - 助理混音：埃里克·馬德里（Erik Madrid）與克里斯汀·普拉塔（Christian Plata） |

創作團隊信息來源來自於《娜喊》唱片封套上的說明文字。

## 排行榜
| 2010年排行榜                         | 最高 排名 |
| ------------------------------------ | --------- |
| 加拿大百強單曲榜（告示牌）           | 19        |
| 南韓國際排行榜（加翁）               | 4         |
| 英國單曲排行榜（英國官方排行榜公司） | 160       |